# Kéty, Tolna
Kéty  este un sat în districtul Bonyhád, județul Tolna, Ungaria, având o populație de 736 de locuitori (2011). 

## Demografie
Componența etnică a satului Kéty
     Maghiari (96,6%)
     Germani (2,91%)
     Necunoscut (0,49%)
     Alții (0,49%)
Componența confesională a satului Kéty
     Romano-catolici (55,43%)
     Fără religie (4,62%)
     Reformați (3,67%)
     Luterani (2,72%)
     Necunoscută (33,56%)
     Alte religii (1,36%)
Conform recensământului din 2011, satul Kéty avea 736 de locuitori. Din punct de vedere etnic, majoritatea locuitorilor (96,6%) erau maghiari, cu o minoritate de germani (2,91%). Apartenența etnică nu este cunoscută în cazul a 0,49% din locuitori.  Din punct de vedere confesional, majoritatea locuitorilor (55,43%) erau romano-catolici, existând și minorități de persoane fără religie (4,62%), reformați (3,67%) și luterani (2,72%). Pentru 33,56% din locuitori nu este cunoscută apartenența confesională.